# Code de procédure civile (Québec)
Pour les articles homonymes, voir Code de procédure civile.
Lire en ligne

Texte officiel

Code de procédure civile (1966-2015)
Le Code de procédure civile du Québec est une loi québécoise qui régit la procédure civile devant les tribunaux du Québec. Il comprend un ensemble de règles qui prévoit comment faire valoir une action devant les tribunaux, ou pour faire valoir un recours contre une décision.
Outre énoncer les règles applicables en matière de procédure, le Code établit les principes généraux de la procédure civile au Québec. Ainsi, le Code affirme favoriser les modes alternatifs de résolution des conflits.
Adopté en 2014, le Code de procédure civile est entré en vigueur le 1er janvier 2016 et a remplacé le Code de procédure civile (1966-2015).

## Historique
L'actuel Code de procédure civile est le quatrième code de procédure civile qu'a connu le Québec. En 1867, entre en vigueur le premier Code de procédure civile du Bas-Canada. Il est remplacé en 1897 par le Code de procédure de la province de Québec. Puis, en 1965, le Parlement adopte le Code de procédure civile (1966-2015).

## Procédure civile

### Introduction de l'instance

#### Demande introductive d'instance
La demande introductive d'instance est l'un des éléments préalables à l'ouverture de l'instance en justice. Il s'agit de la première étape afin d'intenter un recours. Le dépôt de cette demande, en vertu de l'art. 2892. C.c.Q.,  avant la fin du délai de prescription, provoque une interruption civile, si cette demande est par la suite signifiée. L'interruption de la prescription n'a pas lieu si la demande introductive d'instance est rejeté, s'il y a désistement, ou péremption.  
En fait, la demande introductive d'instance est un acte de procédure qui explique les éléments essentiels liés au litige. D'une certaine manière, c'est une liste de faits importants, qui, quand, où, comment, pourquoi, quel est l'objectif recherché par l'ouverture des procédures quel est l'objet de la demande.  

##### Notification
La notification, en vertu de l'art 109. C.p.c., a pour objet de porter un document à la connaissance de l'ensemble des intéressés.  En vertu de l'art 110. C.p.c., elle peut être faite par tout mode approprié telle que par huissier, par la poste, par la remise du document en main propre, par avis public ou par moyen technologique. Si elle est transmise par huissier quand la loi l'exige, elle prend le nom de «signification» (art. 110 C.p.c.). L'art 139 C.p.c. énumère de façon non exhaustive les actes qui doivent être signifié (porter à la connaissance des parties par un huissier de justice):

### Assignation et la réponse du défendeur
L'avis d'assignation est jointe à la demande introductive d'instance. Dans cet avis se retrouve des explications sur les démarches à entreprendre pour y répondre. Les consignes qui peuvent s'y retrouver comprennent les délais à respecter.
Art. 145. C.p.c. :«Le demandeur assigne le défendeur en justice au moyen d'un avis d'assignation joint à la demande, lequel comprend aussi l'indication des pièces au soutien de la demande et informe le défendeur que ces pièces sont disponibles sur demande. Le défendeur doit, dans les 15 jours qui suivent, répondre à la demande formée contre lui, sous peine d'être condamné par défaut et d'être tenu des frais de justice». 
L'avis d'assignation doit être conforme au modèle établi par le ministère de la Justice (art. 146  C.p.c.).. Une copie de ce modèle est disponible sur le site web du ministère de la Justice (lien). Avis d'assignation: Modèle du Ministre de la Justice. 
La réponse du défendeur est un texte écrit que le défendeur doit envoyer au demandeur et être déposer au greffe dans les délais établis. Si la réponse n'est pas effectuer correctement, il est possible que le tribunal prononce un jugement sans que le défendeur ne puisse se faire entendre (jugement de facto). 
À l'art.  145. C.p.c. : «Le défendeur doit, dans les 15 jours qui suivent, répondre à la demande formée contre lui, sous peine d'être condamné par défaut et d'être tenu des frais de justice». 
À l'art.  147. C.p.c. : «Le défendeur indique dans sa réponse son intention soit de convenir du règlement de l'affaire, soit de contester et d'établir avec le demandeur le protocole de l'instance; il peut aussi proposer une médiation ou une conférence de règlement à l'amiable. Il indique également dans sa réponse le nom de son avocat s'il est ainsi représenté et leurs coordonnées respectives. 
Cette réponse est notifiée à l'avocat du demandeur ou, s'il n'est pas représenté, au demandeur lui-même; elle est produite au greffe du tribunal dont les coordonnées sont indiquées à l'avis d'assignation. 
Si plusieurs défendeurs ont été assignés, le demandeur est tenu d'informer toutes les parties des réponses reçues et du nom des avocats qui les représentent».

### Gestion de l'instance

#### Protocole de l'instance
Le protocole de l'instance est un document qui, une fois que le demandeur a reçu la réponse du défendeur, doit être conçu par les différentes partis pour régir l'instance. C'est un protocole où l'on établi comment l'instance va se dérouler, une certaine forme de recette juridique. 
Dans le protocole de l'instance, les parties «y précisent leurs conventions et engagements et les questions en litige, indiquent la considération qu'elles ont portée à recourir aux modes privés de prévention et de règlement des différends et les opérations à effectuer pour assurer le bon déroulement de l'instance, évaluent le temps qui pourrait être requis pour les réaliser de même que les coûts prévisibles des frais de justice et fixent les échéances à respecter à l'intérieur du délai de rigueur pour la mise en état du dossier» (art. 148 C.p.c.).

#### Conférence de gestion
La conférence de gestion est une conférence dirigée par un juge ou celui-ci établie certaines règles que les parties devront respecter tout au long du procès. Il se tient dans les 30 jours suivant la convocation.

#### Mesures de gestion
À tout moment de l'instance, le tribunal peut, à titre de mesures de gestion, prendre, d'office ou sur demande une décision énumérée à l'art. 158 CPC afin de faciliter la gestion de l'instance.

### Conférence de règlement à l'amiable
La conférence de règlement à l'amiable a pour but d'aider les parties à communiquer en vue de mieux comprendre et évaluer leurs besoins, intérêts et positions et à explorer des solutions pouvant conduire à une entente mutuellement satisfaisante pour régler le litige. (art. 162 C.p.c.)

### Contestation

#### Moyens préliminaires
Le moyen déclinatoire est l'opération où une  partie peut, si la demande introductive d'instance est introduite devant un tribunal autre que celui qui aurait eu compétence pour l'entendre, demander le renvoi au tribunal compétent ou, à défaut, le rejet de la demande. L'absence de compétence d'attribution peut être soulevée à tout moment de l'instance et peut même être déclarée d'office par le tribunal qui décide alors des frais de justice selon les circonstances. (art. 167 C.p.c.)
Le moyen d'irrecevabilité est l’opération où partie peut opposer l'irrecevabilité de la demande ou de la défense et conclure à son rejet dans l'une ou l'autre des circonstances suivantes : 
1. il y a litispendance ou chose jugée
2. l'une ou l'autre des parties est incapable ou n'a pas la qualité exigée pour agir
3. l'une ou l'autre des parties n'a manifestement pas d'intérêt

Elle peut aussi opposer l'irrecevabilité si la demande ou la défense n'est pas fondée en droit, quoique les faits allégués puissent être vrais. Ce moyen peut ne porter que sur une partie de celle-ci. La partie contre laquelle le moyen est soulevé peut obtenir qu'un délai lui soit accordé pour corriger la situation mais si, à l'expiration de ce délai, la correction n'a pas été apportée, la demande ou la défense est rejetée. L'irrecevabilité d'une demande n'est pas couverte du seul fait qu'elle n'a pas été soulevée avant la première conférence de gestion.  (art. 168 C.p.c.)